# TSV Tröster Breitengüßbach
Il TSV Tröster Breitengüßbach è una società cestistica avente sede a Breitengüßbach, in Germania. Fondata nel 1946, gioca in ProB.
Disputa le partite interne nella Hans-Jung-Halle, che ha una capacità di 500 spettatori.

## Cestisti
- Sebastian Betz 2004-2007